# Sangabasis braulitae
Sangabasis braulitae là loài chuồn chuồn trong họ Coenagrionidae. Loài này được Villanueva mô tả khoa học đầu tiên năm 2005.